# Taaffeitgruppe

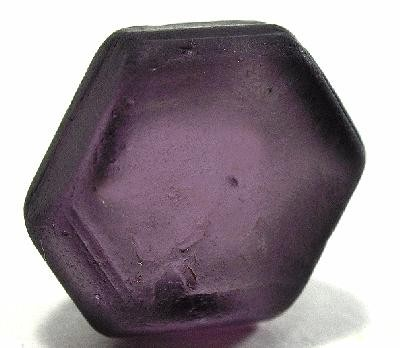
Hexagonaler Kristall mit purpurner Färbung aus dem Distrikt Ratnapura, Sabaragamuwa, Sri Lanka

Taaffeitgruppe ist die Bezeichnung für eine Gruppe chemisch ähnlicher Minerale aus der Mineralklasse der „Oxide und Hydroxide“ mit folgenden Mitgliedern:
- Ferrotaaffeit-2N'2S – (Fe2+,Mg,Zn)3Al8BeO16[1]
- Ferrotaaffeit-6N'3S (ehemals Ferrotaaffeit und Pehrmanit)[2] – Fe2+Be2Al6O12[1]
- Magnesiotaaffeit-2N'2S (ehemals Taaffeit[3] bzw. Magnesiotaaffeit[4]) – Mg3BeAl8O16[1]
- Magnesiotaaffeit-6N'3S (auch Musgravit)[4] – Mg2BeAl6O12[1]

Taaffeite kristallisieren entweder im hexagonalen (Suffix 2N'2S) oder im trigonalen Kristallsystem (Suffix 6N'3S) und entwickeln typischerweise tafelige Kristalle von meist wenigen hundertstel Millimetern Größe. Nur selten erreichen Taaffeitkristalle Größen im Millimeter- bis Zentimeterbereich.
In reiner Form ist Taaffeit nahezu farblos und durchsichtig mit einem glasähnlichen Glanz auf den Oberflächen. Meist nimmt er jedoch durch Fremdbeimengungen eine hell- bis dunkelgrüne oder grau- bis rotviolette Farbe an, wobei die Transparenz entsprechend abnimmt. Seine Strichfarbe ist allerdings immer weiß. Mit einer Mohshärte von 8 bis 8,5, die etwa der Härte des Referenzminerals Topas entspricht, gehört Taafeeit zu den harten Mineralen, dessen Härte nur noch von Korund und Diamant übertroffen wird.
Aufgrund seiner Seltenheit gehört Taaffeit zu den 19 teuersten Substanzen der Welt. Allerdings sind Taaffeitkristalle spröde bis sehr spröde mit einer teilweise vollkommenen Spaltbarkeit und daher bei der Bearbeitung entsprechend empfindlich.

## Etymologie und Geschichte

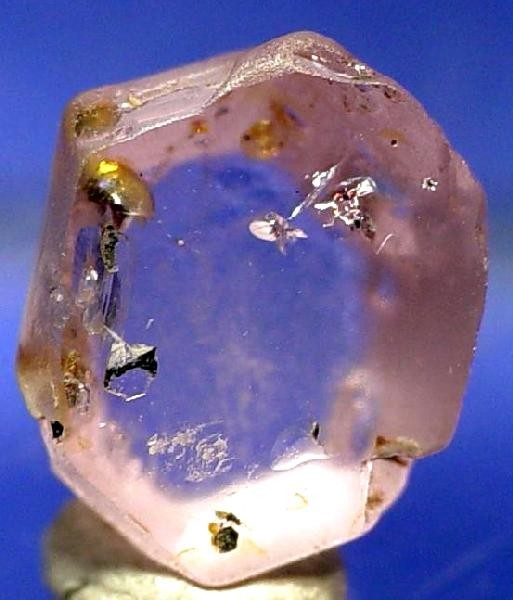
Magnesiotaaffeit-2N'2S aus Ratnapura, Sri Lanka

Im Oktober 1945 kaufte Graf Edward Charles Richard Taaffe (1898–1967) von Robert Dobbie, einem Uhrmacher und Juwelier in Dublin, Irland, eine größere Zahl von Steinen, nachdem er viele wertlose Glassteine aussortiert hatte. Die gekauften Steine wurden sorgfältig klassifiziert. Ein geschnittener und polierter, malvenfarbener Edelstein ähnelte einem Spinell, zeigte aber eine Doppelbrechung und ein anderes spezifische Gewicht als ein Spinell. Taaffe sandte diesen Stein am 1. November 1945 zur Identifikation an B. W. Anderson vom Labor der Londoner Handelskammer (damals Federation of Chambers of Commerce of the British Empire). Dieser ordnete den Stein zunächst als ungewöhnlichen Spinell ein, teilte aber mit, dass einige Kollegen damit nicht einverstanden seien. Somit ist Taaffeit der erste Edelstein, der an einem geschliffenen Exemplar entdeckt wurde. Vor Taaffe wurden viele Stücke als Spinell klassifiziert. Erst 1949 wurde ein zweiter Taaffeit gefunden und von Anderson untersucht. Dabei wurde entdeckt, dass der Stein nach Röntgenbestrahlung grünlich fluoresziert. Auch viele Jahre nach der Entdeckung gab es nur wenige als Taaffeit klassifizierte Stücke. Er ist immer noch einer der seltensten Edelsteine der Welt.

## Klassifikation
Bereits in der seit 1977 veralteten 8. Auflage der Mineralsystematik nach Strunz gehörte der zu dieser Zeit noch als ein Mineral geltende Taaffeit zur Mineralklasse der „Oxide und Hydroxide“ und dort zur Abteilung der „Verbindungen mit M3O4- und verwandte Verbindungen“, wo er zusammen mit Chrysoberyll und Swedenborgit die „Chrysoberyll-Swedenborgit-Gruppe“ mit der System-Nr. IV/B.04 bildete.
Im zuletzt 2018 überarbeiteten und aktualisierten Lapis-Mineralienverzeichnis nach Stefan Weiß, das sich aus Rücksicht auf private Sammler und institutionelle Sammlungen noch nach dieser alten Form der Systematik von Karl Hugo Strunz richtet, erhielt das inzwischen von Taaffeit in Magnesiotaaffeit umbenannte Mineral die System- und Mineral-Nr. IV/B.07-20 und das von Pehmanit in Ferrotaafeit umbenannte Mineral die System- und Mineral-Nr. IV/B.07-40 (die Lapis-Systematik unterteilt die Taaffeite nicht weiter). In der „Lapis-Systematik“ entspricht dies der Abteilung „Oxide mit [dem Stoffmengen]Verhältnis Metall : Sauerstoff = 2 : 3 (M2O3 & Verwandte)“, wo die beiden zusammen mit Chrysoberyll, Mariinskit und Swedenborgit eine eigenständige, aber unbenannte Gruppe bilden.
In der seit 2001 gültigen und von der International Mineralogical Association (IMA) zuletzt 2009 aktualisierten 9. Auflage der Strunz’schen Mineralsystematik gehört die jetzt eigenständige „Taaffeitgruppe“ mit der System-Nr. 4.FC.25 zur Abteilung der „Hydroxide (ohne V oder U)“. Diese ist zudem weiter unterteilt nach der möglichen Anwesenheit von Hydroxidionen und/oder Kristallwasser sowie der Kristallstruktur, so dass die aus den Mitgliedern Ferrotaaffeit-6N'3S, Magnesiotaaffeit-2N'2S und Magnesiotaaffeit-6N'3S bestehende Gruppe in der Unterabteilung „Hydroxide mit OH, ohne H2O; eckenverknüpfte Oktaeder“ zu finden ist. Das Mineral Ferrotaaffeit-2N'2S fehlt hier noch, weil es erst 2011 und damit nach der letzten Aktualisierung dieser Systematik anerkannt wurde.
Auch die vorwiegend im englischen Sprachraum gebräuchliche Systematik der Minerale nach Dana ordnet die hier zweigeteilte „Taaffeitgruppe (T2 = Be + T)“ in die Klasse der „Oxide und Hydroxide“ und dort in die Abteilung der „Mehrfache Oxide“ ein. Magnesiotaaffeit-2N'2S ist hier als einziges Mitglied in der ersten Taaffeitgruppe mit der System-Nr. 07.02.11, Magnesiotaaffeit-6N'3S und Ferrotaaffeit-6N'3S dagegen in der zweiten Taaffeitgruppe mit der System-Nr. 07.02.12 innerhalb der Unterabteilung „Mehrfache Oxide (A+B2+)2X4, Spinellgruppe“ zu finden. Auch hier fehlt Ferrotaaffeit-2N'2S noch.

## Kristallstruktur
Ferrotaaffeit-2N'2S und Magnesiotaaffeit-2N'2S kristallisieren in der hexagonalen Raumgruppe P63mc (Raumgruppen-Nr. 186) mit jeweils zwei Formeleinheiten pro Elementarzelle und den Gitterparametern:
- Ferrotaaffeit-2N'2S – a = 5,706(8) Å und c = 18,352(3) Å[12]
- Magnesiotaaffeit-2N'2S – a = 5,69 Å und c = 18,34 Å[13]

Ferrotaaffeit-6N'3S und Magnesiotaaffeit-6N'3S kristallisieren in der trigonalen Raumgruppe R3m (Raumgruppen-Nr. 166) mit jeweils sechs Formeleinheiten pro Elementarzelle und den Gitterparametern:
- Ferrotaaffeit-6N'3S – a = 5,70 Å und c = 41,16 Å[13]
- Magnesiotaaffeit-6N'3S – a = 5,68 Å und c = 41,10 Å[13]

## Eigenschaften
Durch chemische Analyse und Röntgenfluoreszenzanalyse konnte im Jahr 1951 festgestellt werden, dass Taaffeit die Hauptkomponenten Beryllium, Magnesium und Aluminium waren. Damit ist es das erste Mineral, welches sowohl Beryllium als auch Magnesium als essenzielle Komponenten enthielt. Die Verwechslungen von Taaffeit mit Spinell sind verständlich, weil die Kristallstruktur beider Minerale sehr ähnlich ist. Von Anderson et al. wurde Taaffeit 1951 als ein intermediäres Mineral zwischen Spinell und Chrysoberyll angesehen. Im Gegensatz zum Spinell zeigt Taaffeit Doppelbrechung, was eine einfache Unterscheidung beider Minerale erlaubt.
Durch eingeschlossene Eisenatome sind die meisten Taaffeite hellviolett (malvenfarbig). Chrom-Atome können eine dunkelviolette oder rotviolette Färbung hervorrufen. Letztere sind extrem selten und gehören zu den besonders schwer zu erhaltenen Raritäten.

## Varietäten
In Südaustralien wurde 1967 ein Mineral gefunden, der zunächst als Varietät von Taaffeit angesehen wurde. Später wurde er als separates Mineral akzeptiert und nach dem ersten Fundort, der Musgrave Range, als Musgravit benannt. Musgravit ist noch wesentlich seltener als Taaffeit. Eine Unterscheidung zwischen Taaffeit und Musgravit erfolgt durch Röntgenfluoreszenzanalyse, EDXRF und Raman-Spektroskopie.

## Bildung und Fundorte
Taaffeit kommt in Karbonatgesteinen neben Fluoriten, Glimmer, Spinell und Turmalin vor. Das extrem seltene Mineral wird vor allem in Ablagerungen des Holozäns in Sri Lanka und dem südlichen Tansania gefunden. In geringerem Maße kommt es in China in Tonsedimenten vor. Als weitere Herkunftsländer werden Australien, Madagaskar, Myanmar, Schweden und die USA genannt.

## Verwendung
Wegen seiner Seltenheit wird Taaffeit nur als Schmuckstein verwendet.